# Eldar Rønning
Eldar Rønning (Trondheim, 11 de junio de 1982) es un deportista noruego que compitió en esquí de fondo.
Ganó seis medallas en el Campeonato Mundial de Esquí Nórdico entre los años 2007 y 2013. Participó en dos Juegos Olímpicos de Invierno, en los años 2010 y 2014, ocupando el cuarto lugar en Sochi 2014 en la prueba por relevos.

## Palmarés internacional
| Campeonato Mundial | Campeonato Mundial        | Campeonato Mundial | Campeonato Mundial   |
| Año                | Lugar                     | Medalla            | Prueba               |
| ------------------ | ------------------------- | ------------------ | -------------------- |
| 2007               | Sapporo (Japón)           | Medalla de oro     | Relevo 4 × 10 km     |
| 2007               | Sapporo (Japón)           | Medalla de bronce  | Velocidad individual |
| 2009               | Liberec (República Checa) | Medalla de oro     | Relevo 4 × 10 km     |
| 2011               | Oslo (Noruega)            | Medalla de oro     | Relevo 4 × 10 km     |
| 2011               | Oslo (Noruega)            | Medalla de plata   | 15 km                |
| 2013               | Val di Fiemme (Italia)    | Medalla de oro     | Relevo 4 × 10 km     |